# Venas articulares
Se conocen como venas articulares o venas articulares temporomandibulares (TA: venae articulares) a unos pequeños vasos venosos que drenan el plexo venoso situado alrededor de la articulación temporomandibular. Desembocan en el tronco venoso temporomaxilar.

## Imágenes adicionales

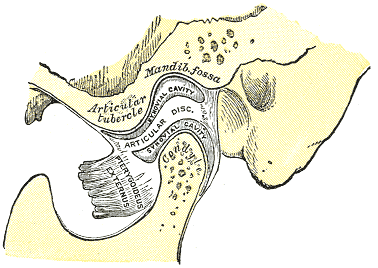
Articulación temporomandibular (en sección sagital), alrededor de la cual se encuentra el plexo venoso drenado por las venas articulares.